# Micromeria teneriffae
Micromeria teneriffae là một loài thực vật có hoa trong họ Hoa môi. Loài này được (Poir.) Benth. ex G.Don mô tả khoa học đầu tiên năm 1830.